# Matthias Sdun

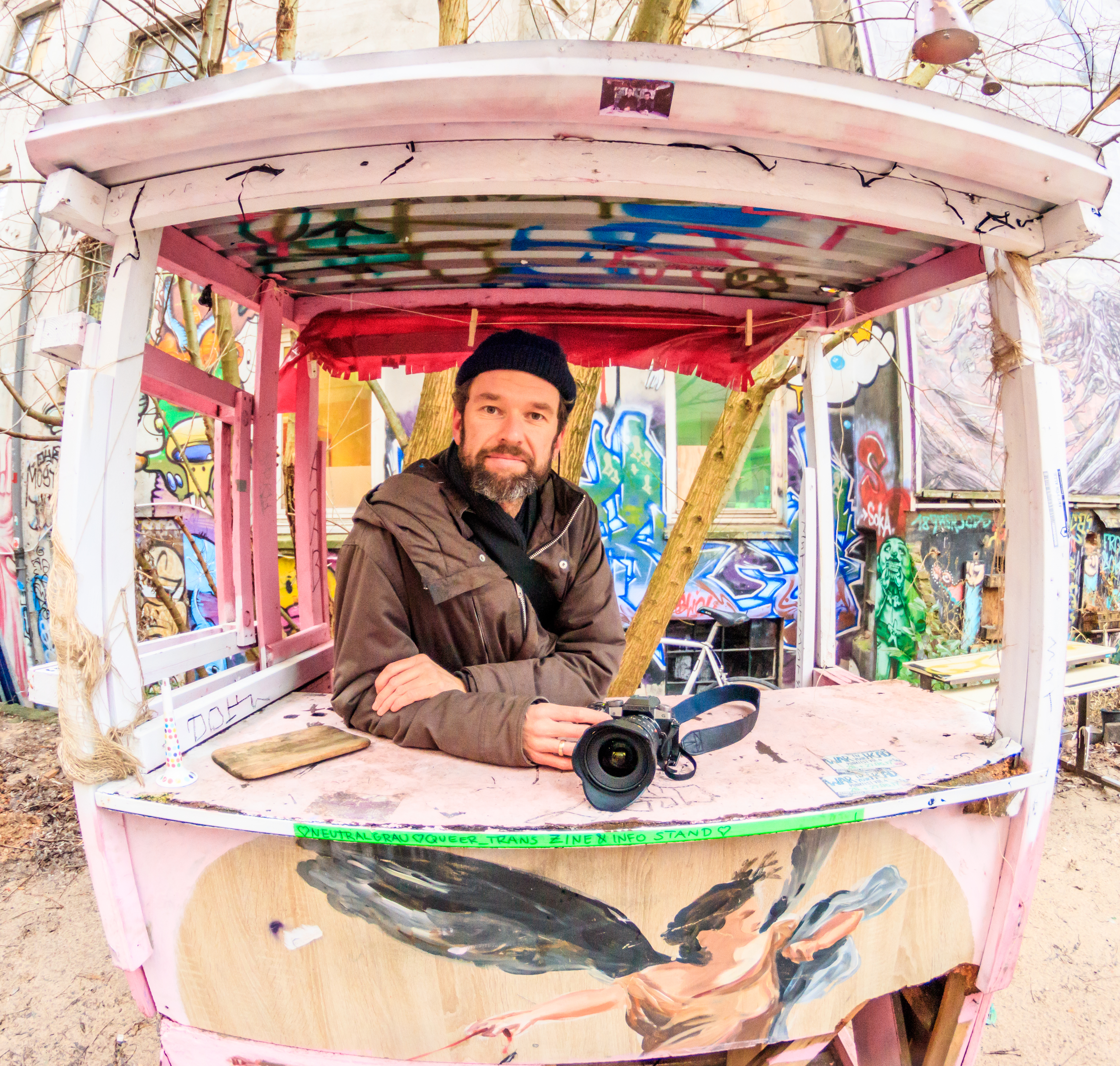
Matthias Sdun

Matthias Sdun (* 28. August 1975 in Emden, Niedersachsen) ist ein deutscher Produzent, Regisseur und Videojournalist.

## Leben
Matthias Sdun wuchs in Ostfriesland auf. Nach dem Abitur am Johannes Althusius Gymnasium in Emden studierte er Politikwissenschaft, Soziologie und Medienwissenschaften in Hamburg und Marburg. Danach arbeitete er zunächst als freier Journalist beim Norddeutschen Rundfunk (NDR) sowie für die Netz-Ressorts des Tagesspiegels und von Spiegel Online. 2002 begann er ein Volontariat beim NDR. Im Anschluss daran war er ab 2004 als TV-Autor und Videojournalist für das Satiremagazin extra3 und das arte-Jugendmagazin Absolut tätig. Beim NDR lernte er Dennis Gastmann kennen, mit dem er sich das Konzept des Weltreporters ausdachte. 2007 war er Mitbegründer der Produktionsfirma freeeye.tv, die neue und mehrfach ausgezeichnete journalistische Formate wie „Mythen des Nordens“ entwickelte und Formate wie „Mit 80.000 Fragen um die Welt“ produzierte. Heute arbeitet er als freier Filmemacher, Formatentwickler und Medientrainer in Hamburg.

## Preise und Nominierungen
Der von Matthias Sdun produzierte Film Horst-Uwe G. - Ein deutsches Schicksal erhielt beim Filmfest Hamburg 2005 den Publikumspreis. Die Axel-Springer-Akademie zeichnete Matthias Sdun 2010 gemeinsam Dennis Gastmann, Thomas Hipp und Marco Lange für die Sendung „Mit 80.000 Fragen um die Welt: USA“  mit dem Axel-Springer-Preis für junge Journalisten in der Kategorie Fernsehen aus. Im selben Jahr war er für die Idee und Konzeption der Serie „Weltbilder – mit 80.000 Fragen um die Welt“ für den Grimme-Preis nominiert. Sein Kurzfilm „Nussbraun“ war 2011 beim Internationalen Filmfest Emden-Norderney unter den Siegern im Wettbewerb um den Ostfriesischen Kurzfilmpreis. 2013 war er für die Sendung Der Gastmann wieder für den Grimme-Preis nominiert.  2015 war er Absolvent des World Press Institute Fellowships. Sein Film 11/09 Clinton vs Trump wurde 2017 beim TMC London Film Festival als bester ausländischer Dokumentarfilm ausgezeichnet. Beim Dublin Smartphone Film Festival erhielt er 2018 den Best Documentary-Award und 2018 den Best Documentary Award beim Mobile Journalism Festival - Mojofest in Galway/Irland.

## Filmografie
- 2009 Peak Oil - Bis zum letzten Tropfen
- 2009–2013 Mit 80.000 Fragen um die Welt
- 2011–2013 Herr Eppert sucht
- 2014 Feiertag!
- 2014 Schlittenfahrt in ein neues Leben
- 2015 Immer online? Der Suchtberater und die Smartphone Kids
- 2016 Jürn und sein altes Zeug
- 2016 Glück im Doppelpack
- 2016 Lostfriesland
- 2017 11/09 Trump vs. Clinton
- 2018 Der Bierbrauer - Hopfen, Malz und Abenteuer
- 2019 Die Generation Smartphone und der Suchtberater
- 2019 #wetterextrem - Der Norden in der Klimakrise
- 2020 Dürre im Norden - wie gefährdet ist das Land?
- 2020 Der Deutsche Michel - Zukunft
- 2020 Superspreader - Wie sie die Corona-Pandemie beschleunigen